# Pendle (circonscription britannique)
La circonscription de Pendle  est une circonscription située dans le Lancashire, et représentée à la Chambre des communes du Parlement britannique.